# Windbag the Sailor
Windbag the Sailor is een komische film uit 1936, met Will Hay, Moore Marriott en Graham Moffatt in de hoofdrollen. Regisseur was William Beaudine, en de film werd uitgebracht door Gainsborough Pictures. Hay schreef mee aan het draaiboek. Windbag the Sailor was de eerste Hay-film waarin het vaste trio Hay, Marriott en Moffatt optrad, met laatstgenoemden in hun rol als Jerry en Albert. Zoals de meeste Will Hay-films berust ook deze op een combinatie van woordspelingen, persoonsverwisselingen en slapstick.

## Verhaal
Ben Cutlet is de kapitein van een modderschuit op de kanalen, die momenteel echter werkloos is en in de pub van zijn zuster inwoont, alwaar hij de klanten amuseert met spectaculaire, grote verhalen over zijn heldhaftige daden op de zee. De film begint met een van zijn fantastische exploten die hij zogenaamd voor de kust van Madagaskar heeft beleefd. Hij redde een schip en zijn gehele bemanning, en maakte de cargo dubbel zo veel waard omdat het gedroogde erwten waren, die door het zeewater opzwollen, waarna hij ze als olijven verkocht, aldus het relaas. Jerry is de barman en rekent telkenmale zichzelf mee wanneer een rondje gegeven wordt. Cutlet krijgt een uitnodiging van Olivia Potter-Porter, die over zijn daden gehoord heeft en hem persoonlijk wil ontmoeten. Potter-Porter is codirectrice van de rederij The Green Star; haar partner is de heer Yates. Ze nodigt Cutlet uit om een voordracht te houden voor een conferentie van de Sea Scouts, om de jongeren te onderhouden met zijn roemruchte belevenissen.
Het schip Rob Roy van The Green Star is negen dagen te laat aangemeerd. De kapitein protesteert dat het schip bouwvallig is en dat het onverantwoord ware, er nog verder mee te varen. Yates wil hem dwingen naar West-Indië te varen, waarop de kapitein ontslag neemt. Eerste stuurman Maryatt biedt aan, het commando over de Rob Roy over te nemen; hij bezit immers een kapiteinsvergunning (master’s ticket). Yates weifelt en op aandringen van Potter-Porter zal hij eerst naar de voordracht van de klaarblijkelijk wereldberoemde kapitein Cutler gaan luisteren, alvorens een beslissing te nemen.
Op de vergadering vertelt Cutlet een incoherent verhaal waaruit duidelijk blijkt dat hij geen flauw benul van scheepvaart heeft. Hij vertelt hoe hij een jonk vol zeerovers, met vijf deks en vier masten zag. In het Engels is een jonk junk, waarop Albert, die eveneens bij de Sea Scouts is, antwoordt dat dat wel heel erg veel junk (onzin) is. Albert vraagt hoe men een korte trompetsteek ofte short sheep shank knoopt. Cutlet vertelt dat hij in Sjanghai een short Shanghai sheep shank zag en geraakt niet meer uit zijn woorden. Uiteindelijk wil hij met een stuk touw een knoop demonstreren en wordt er volledig in ingewikkeld. Bij Yates rijpt het plan om Cutlet tot kapitein van de Rob Roy te bombarderen, met de hulp van eerste stuurman Maryatt. Het waarom is op dit moment nog niet duidelijk.
Wanneer rederijdirecteuren Yates en Potter-Porter Cutlet in de bar van diens zus komen opzoeken om hem officieel tot kapitein van de Rob Roy voor een tocht naar Noorwegen te benoemen, moet hij een uitvlucht verzinnen om geen gezichtsverlies te lijden. Hij oefent met Jerry een excuus in. Wanneer Cutlet zich op het schip zal bevinden, zal hij vóór het afmeren „All visitors ashore!” roepen. Op dat moment moet Jerry hem eensklaps een telegram brengen met het bericht dat zijn tante in Glasgow gestorven is en dat hij dus niet kan vertrekken.
Kapitein Cutlet inspecteert de volgende donderdag zijn troepen: zij zijn allen ruige zeebonken, die hem meteen bespotten. Olivia vraagt hem naar allerlei technische details van het schip, en Cutlet heeft geen idee. Wanneer hij per ongeluk het fluitsignaal geeft, maakt de bemanning aanstalten om te vertrekken. Jerry hoort hem niet het codewoord roepen, omdat er een blaaskapel op de steiger speelt. Jerry valt ervan af, en het plan valt letterlijk in het water.
’s Avonds is de kapitein zwaar zeeziek, en eerste stuurman Maryatt neemt het commando over. Dan blijkt dat Jerry en Albert zich in zijn cabine als verstekelingen bevinden. Hij wil hen meteen verklikken, maar ze dreigen ermee een foto openbaar te maken waarop hij als kapitein van zijn kanaalschuit staat. Daarenboven zegt de wet dat er een gevangenisstraf van zes maanden staat op het als kapitein besturen van een schip zonder in het bezit van het master’s ticket te zijn. Ze slapen in zijn bed en eten zijn ontbijt, terwijl hijzelf in een hangmat moet slapen.
’s Anderendaags moet Cutlet het commando over de brug overnemen, en hij beveelt de stuurman het roer stil te houden, omdat dat voortdurende gedraai hem op de zenuwen werkt. Als gevolg hiervan begint het schip te zwalpen. De stuurman zegt dat de kapitein geen verstand van navigeren heeft, waarop eerste stuurman Maryatt hem een vuistslag uitdeelt. Jerry en Albert worden door Maryatt ontdekt en krijgen corvee. Maryatt wijdt de bemanning in in het geheim dat de kapitein nog nooit eerder een schip bestuurd heeft; ze zullen Cutlet dus officieel als kapitein behandelen, maar hun orders van Maryatt krijgen.
Het schip doorzeilt de gehele Atlantische Oceaan, rondt Kaap Hoorn en vaart vervolgens de Stille Oceaan binnen. Dan wordt Cutlet achterdochtig: hoe kan het dat ze reeds zo lang op zee zijn en er nog steeds geen spoor van Noorwegen te bekennen valt? Hij ontbiedt Jerry en Albert in zijn cabine en vertelt hun dat er volgens hem iets niets klopt. Cutlet weet niet eens waar Noorwegen ligt; ze varen alreeds negen weken. Ook valt hem op dat het behoorlijk warm is, terwijl hij toch dacht dat Noorwegen ergens in het noorden lag. De drie besluiten een poging te ondernemen, te achterhalen waar ze zich werkelijk zouden kunnen bevinden, en er volgen eindeloze wiskundige discussies en probeerselen op een wereldbol met een meetlint. Volgens hun berekeningen zouden ze zich echter nabij Birmingham bevinden.
Jerry hoort toevallig dat de bemanning van plan is het schip te laten zinken en hen drieën achter te laten. Wanneer hij ontdekt wordt, knevelen ze hem. Cutlet beveelt hem los te maken, doch niemand gehoorzaamt, waarop de kapitein concludeert dat er in dat geval sprake van muiterij is. Dit wordt door de bemanning bevestigd: er is officieel muiterij. Ten gevolge hiervan wordt ook de kapitein gekneveld, en de matrozen zetten de jacht op Albert in. Op het laatste moment zegt die echter dat hij aan hun zijde staat: hij wil ook een muiter zijn, want hij heeft dat in films gezien, zo beweert hij. Dit vinden de mannen grappig, en ze laten hem begaan. In de tussentijd wordt alles in gereedheid gebracht om de Rob Roy tot zinken te brengen, en in een van de reddingssloepen worden alvast gaten geboord, opdat die voor de kapitein en Jerry onbruikbaar wordt. Het hoofd van de machinekamer krijgt de opdracht, water in het schip te laten.
De volgende dag komt Albert Jerry en Cutlet in het geniep bevrijden. Ze sluiten de matrozen op en slaan Maryatt met een ijzeren buis buiten westen. Cutlet geeft Jerry de opdracht, gaten in de reddingssloep te boren, opdat de muiters niet zouden kunnen ontsnappen. Nu zijn uiteraard beide sloepen onbruikbaar. De enige oplossing is op een vlot te springen, net voordat de matrozen zichzelf weten te bevrijden. De machinist ziet hen ontsnappen, maar laat hen begaan. Albert heeft een radiotoestel meegenomen, in de waan dat hij daarmee een noodbericht zou kunnen versturen.
Het drietal bevindt zich 3000 mijlen van het vasteland, en er zat een gat in de zak met proviand, waardoor ze geen eten hebben, behalve een paar koekjes. Op de Rob Roy is de bemanning erin geslaagd, een van de reddingssloepen te repareren; ze abandonneren het schip. Na zes dagen op het vlot te hebben gedobberd, lijden Cutlet, Jerry en Albert honger en vechten ze om het laatste koekje. Cutlet begint tevens te hallucineren. Er komt een meeuw boven het vlot zweven; in zijn onhandigheid vernielt Cutlet tevens hun watervoorraad. Op de radio wordt een culinair programma met overheerlijke opulente recepten uitgezonden; dit kan Cutlet niet meer aanhoren, en hij gooit de radio in de oceaan.
Wanneer het officiële bericht van de verdwijning van de kapitein verspreid wordt, wordt duidelijk dat Yates het schip opzettelijk tot zinken wilde brengen teneinde de uiterst royale verzekeringspremie op te strijken. In de tussentijd is het bewusteloze drietal evenwel op het strand van een tropisch eiland beland, alwaar ze door primitieve wilden worden ontdekt, die tevens kannibalen blijken te zijn. Uit deze benarde situatie worden ze gered wanneer eensklaps het geluid van vliegtuigen weerklinkt; ze denken gevonden te zijn, doch het blijkt diezelfde radio die aan land is gespoeld, waarop net een militaire parade wordt uitgezonden. De Walkürenritt van Richard Wagner weerklinkt over het eiland, en de inboorlingen worden bang. Cutlet, Jerry en Albert krijgen de ingeving, te doen alsof de radio een soort godheid is. Dit verleent hun autoriteit, en ze worden bij het opperhoofd gebracht, dat een paar woorden Engels spreekt omdat de stam ooit een missionaris heeft opgegeten.
Het drietal leeft enige tijd als prinsen onder de inboorlingen, dankzij het gezag van hun magische stemmendoos, die als een orakel geldt. Dan duikt echter de sloep met de bemanning van de Rob Roy op datzelfde eiland op. De inboorlingen zijn hun vijandig gezind en willen het oordeel van Cutlet inwinnen, alvorens hen allen te verorberen. Cutlet, opgetogen dat hij nu in een superieure positie zit, zei namelijk „We meet again!” tot eerste stuurman Maryatt, hetgeen het stamopperhoofd als ‘meat’, dus vlees, interpreteerde. Nu aarzelt Cutlet, temeer daar Maryatt hem uit de doeken doet dat Yates achter het hele complot zat. Hij stelt voor, eerst de stemmendoos te raadplegen.
De kapitein dwingt het opperhoofd naar de voetbaluitslagen te luisteren en zegt dat de stemmendoos wil dat alle vreemdelingen het eiland verlaten. Op dat moment ziet Cutlet de Rob Roy aan de einder opdoemen. De machinist heeft het schip niet tot zinken gebracht. Cutlet laat alle matrozen en zijn eerste stuurman knevelen en in het laadruim zakken. Hij neemt afscheid van het opperhoofd en laat de magische stemmendoos bij hem achter. Wanneer de inboorlingen uitschepen, begeven de batterijen het en komt geen geluid meer uit de radio. Cutlet kan nog net op tijd ontsnappen.
Cutlet, Albert en Jerry zetten koers huiswaarts. ’s Nachts zien ze iets waarvan ze denken dat het vuurwerk is; het is echter een vuurpijl van een jacht dat op een zandbank is gestrand. Jerry, die moet sturen, verlaat het roer en ze botsen op het jacht. De kapitein van het jacht komt aan boord en bedankt Cutlet uitgebreid omdat hij hen heeft losgewrikt.
Het nieuws dat kapitein Cutlet een jacht met talloze beroemdheden aan boord heeft weten te bevrijden, verspreidt zich gezwind, en bij de blijde intocht van het schip in Engeland wordt hij als een held onthaald. Tijdens de plechtige intrede wordt Yates door de politie gearresteerd omdat zijn verzekeringszwendel aan het licht is gekomen. Helaas kan kapitein Cutlet nog steeds geen schip besturen, en hij ramt de aanlegsteiger. Het roer breekt en komt om zijn nek terecht.

## Rolverdeling
| Acteur             | Personage            |
| ------------------ | -------------------- |
| Will Hay           | Kapitein Ben Cutlet  |
| Graham Moffatt     | Albert               |
| Moore Marriott     | Jeremiah Harbottle   |
| Norma Varden       | Olivia Potter-Porter |
| Kenneth Warrington | Yates                |
| Dennis Wyndham     | Jim Maryatt          |
| Amy Vaness         | Emma Harbottle       |